# Zoë Andrianifaha
Zoë Andrianifaha (ur. 8 września 1965) – madagaskarski pływak.
Brał udział w igrzyskach olimpijskich w 1980 (Moskwa), na których startował w trzech konkurencjach (we wszystkich odpadł w eliminacjach).
Najpierw wystartował w wyścigu na 100 m stylem klasycznym (21 lipca). Zajął w swoim wyścigu eliminacyjnym przedostatnie szóste miejsce (z czasem 1:21,42), co było 24. wynikiem zawodów (startowało 26 zawodników). Następnego dnia wystartował w eliminacjach 100 m stylem motylkowym. Miał najgorszy wynik zarówno w swoim wyścigu eliminacyjnym, jak i spośród wszystkich pływaków (34. miejsce z czasem 1:14,72). Cztery dni potem, wystąpił w ostatniej konkurencji, czyli w wyścigu na 100 m stylem dowolnym. Był ostatni w swoim wyścigu, a w końcowej klasyfikacji zajął 38. miejsce, osiągnąwszy czas 1:04,92 (wyprzedził jedynie Edgara Martinsa z Mozambiku).
Był najmłodszym Madagaskarczykiem na tych igrzyskach (w czasie trwania igrzysk nie miał ukończone nawet 15 lat). Miał wówczas około 165 cm wzrostu i 61 kg wagi.